# Richard Head (pisarz)
Richard Head (ur. około 1637, zm. około 1686) – irlandzki pisarz, dramaturg i prozaik. 
Był synem pastora, zabitego podczas walk katolicko-protestanckich w Irlandii w 1641 roku. Po przeniesieniu się z matką do Anglii, rozpoczął studia w Oksfordzie. Z powodu trudności finansowych musiał je porzucić, po czym został przyjęty na naukę zawodu u łacińskiego księgarza w Londynie. W tym czasie napisał swój pierwszy utwór Venus Cabinet Unlock'd. Ożenił się i przez jakiś czas pracował bez powodzenia jako samodzielny księgarz. Zmuszony do zamknięcia sklepu, wrócił do Irlandii, gdzie zajął się pisaniem komedii scenicznych. Rozgłos przyniosła mu satyryczna powieść The English Rogue, której pierwsze oficjalne wydanie ukazało się w 1665 w Londynie, a wcześniej miała być potajemnie drukowana i sprzedawana w piwiarniach. Wydał też kilka innych książek, m.in.: The Art of Whedling, The Floating Island, A discovery of O Brazil, Jacksons Recantation, The Red Sea.